# Dits del peu
Els dits del peu són cada un dels apèndixs en que acaben els peus dels humans. Els animals, com ara els gats, que caminen sobre els seus dits són anomenats digitígrads. Els éssers humans, i altres animals que caminen sobre les soles dels seus peus, són anomenats plantígrads; els animals ungulígrads són els que caminen sobre peülles en les puntes dels seus dits.

## Estructura

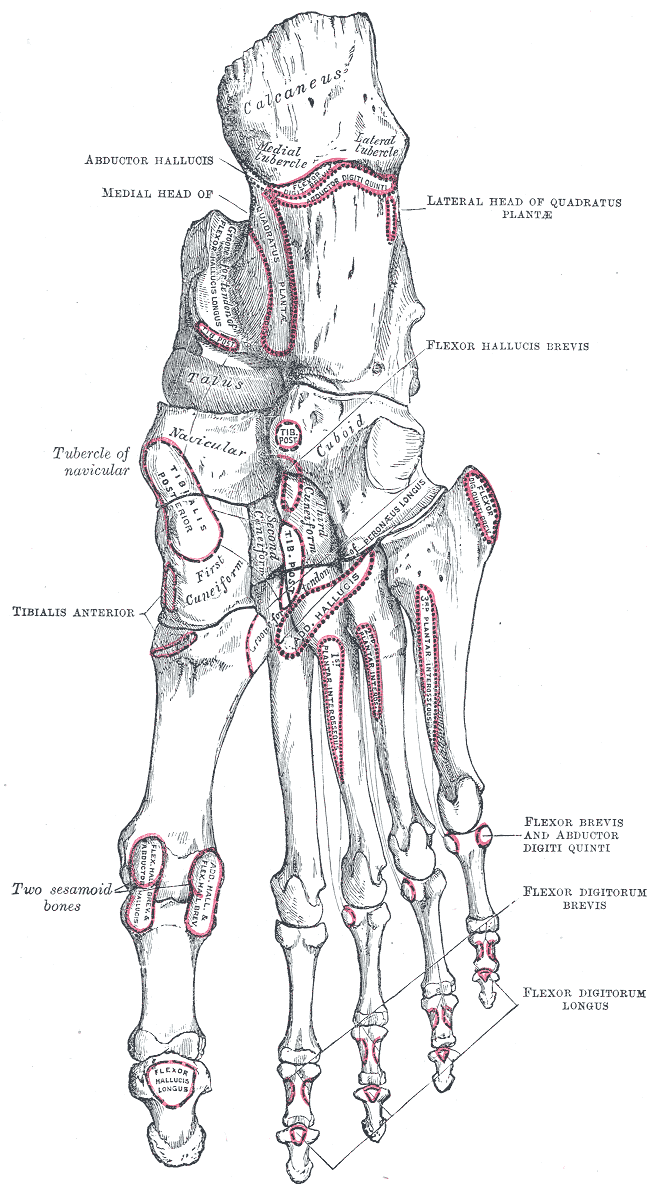
Ossos del peu dret. Superfície plantar.

El dit del peu es refereix a cada una de les parts en que acaba el peu humà, amb cinc dits presents en cada peu humà. Cada dit consisteix en tres falanges, la proximal, mitja, i distal, a excepció del dit gros (llatí: Hallux). L'hàl·lux només conté dues falanges, la proximal i la distal. Les falanges dels dits s'uneixen als metatars del peu a les juntes interfalangeals:557 Recobrint els dits del peu hi ha pell, i tots els dits del peu tenen una ungla a l'extrem.
Els dits del peu s'anomenen, de medial a lateral: 
- El primer dit del peu, també anomenat hàl·lux o "dit gros", el dit més interior.
- El segon dit del peu, "dit llarg"
- El tercer dit del peu.
- El quart dit del peu.
- El cinquè dit del peu, "dit petit", el dit més exterior.

### Músculs
El moviment dels dits del peu és generalment de flexió i extensió mitjançant tendons muscular que s'uneixen als dits en les superfícies anterior i superior de les falanges.:573
A excepció de l'hàl·lux, el moviment dels dits del peu és generalment controlat per l'acció del músculs flexor curt dels dits del peu (flexor digitorum brevis) i extensor curt dels dits del peu (extensor digitorum brevis). Aquests s'uneixen als costats dels ossos, fent que sigui impossible moure cada un dels dits del peu independentment.:572–5 Els músculs entre els dits del peu en la seva part superior i inferior també ajuden a abduir i adduir els dits del peu.:579 L'hàl·lux i el dit petit tenen també altres músculs que en són únics:
- L'hàl·lux és principalment flectit pel múscul flexor hallucis longus, localitzat en una capa profunda i posterior de la part més baixa de la cama, a través del tendó flexor hallucis longus. El flexor hallucis brevis proporciona un control addicional de la flexió. És estès pel múscul abductor del dit gros del peu i el múscul adductor del dit gros del peu.
- El dit petit té un conjunt separat de músculs de control i llocs d'unió dels tendons, el flexor i abductor digiti minimi. Nombrosos altres músculs contribueixen a controlar el moviment motor del peu. Els tendons connectius entre els dits menors són la causa de la incapacitat de moure el dits del peu individualment.

### Subministrament de sang
Els dits del peu reben sang de les branques digitals de les artèries metatarsianes plantars i la sang és drenada cap a l'arc venós dorsal del peu, una vena superficial que connecta la vena safena major i la vena safena menor.:580–581

### Innervació
El tacte dels dits del peu és proporcionat per cinc nervis. El nervi fibular superficial proporciona el tacte de la part superior dels dits, excepte entre l'hàl·lux i el segon dit, el qual és subministrat pel nervi fibular profund, i la superfície exterior del dit petit, subministrat pel nervi sural. El tacte de la part inferior dels dits del peu és subministrat pel nervi plantar medial, el qual proporciona el tacte al dit gros, als dos dits següents i a la meitat interior del quart, i el nervi plantar lateral, el qual subministra el tacte al dit petit i a la meitat exterior del quart dit.:583

### Mida

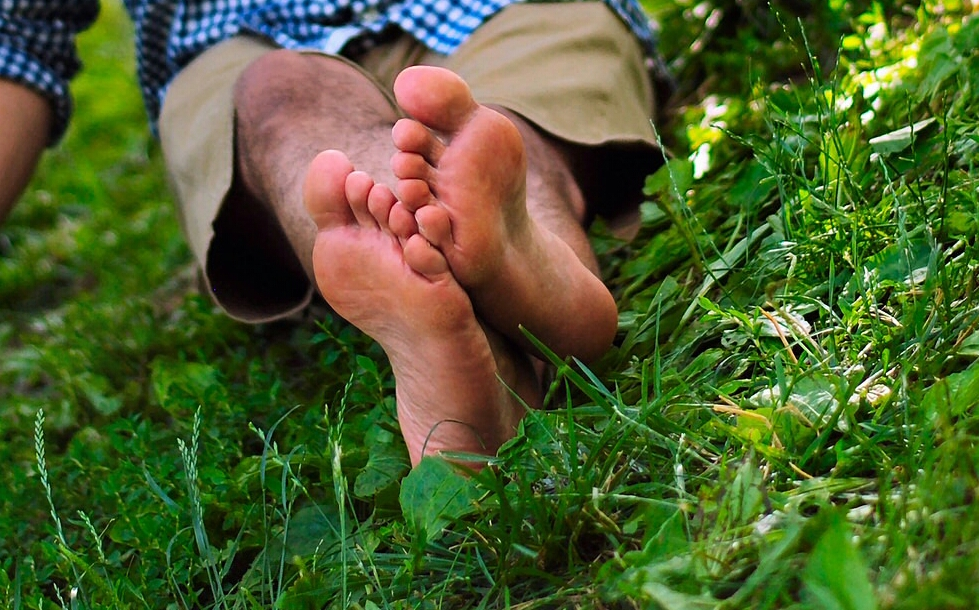
Els dits d'un individu que segueixen la tendència comuna de l'hàl·lux sent més gros que el segon dit.

En éssers humans, l'hàl·lux és normalment més llarg que el segon dit, però en alguns individus, pot ser que no sigui el dit més llarg. Hi ha un tret heretat en éssers humans, on el gen dominant causa que el segon dit sigui més llarg ("peu grec") mentre que el genotip recessiu dels homozigots causa el tret més comú: un hàl·lux més llarg. Les persones amb la malaltia genètica rara fibrodisplasia ossificant progressiva tenen la característica de tenir un hàl·lux curt que sembla es torci cap endins, o medialment, en relació al peu.
El cinquè dit és el més exterior, i normalment el dit més petit del peu.

### Variacions
Els éssers humans normalment tenen cinc dits en cada peu. Quan més de cinc dits són presents, es tracta de polidactília. Altres variants poden incloure sindactília o 
aracnodactília. La forma frontal, incloent la forma dels dits, exhibeix variacions significatives entre persones; aquestes diferències poden ser mesurades i han estat estadísticament correlacionades amb l'etnicitat.Aquestes desviacions poden afectar la comoditat de diversos tipus de sabates. Investigació feta per l'Exèrcit dels EUA indica que els peus més grans també poden tenir arcs, dits, i amplària dels dits més petits.

## Funció
El peu humà consisteix d'ossos múltiples i teixits tous que donen suport al pes de l'ésser humà dret. Concretament, els dits assisteixen l'ésser humà mentre camina, proporcionant-li equilibri, aguantant el pes, i proporcionant-li impuls en donar les passes.

## Importància clínica
Es poden formar esquinços o tensions a les juntes interfalàngiques petites dels dits del peu i a les juntes dels dits amb el peu.
L'ús de sabates de mida inadequada a pot causar el desalineament dels dits del peu a llarg termini, així com altres problemes ortopèdics.
El neuroma de Morton generalment resulta en dolor i entumiment entre el tercer i el quart dits del peu de la persona afectada, ja que afecta el nervi entre el tercer i el quart metatarsos.
El dit gros és també el lloc més comú d'aparició d'ungles encarnades i atacs de gota.

### Deformitat
El dit en martell pot ser descrit com una contracció anormal d'un dit. Fet causat per una dislocació parcial o completa d'una de les juntes, les quals formen els dits del peu. Com que els dits són deformats encara més, aquests poden prémer contra la sabata i causar dolor. Les deformitats del peu també poden ser causades per l'artritis reumatoide i la diabetis mellitus. Les deformitats poden els dits predisposar a úlceres i dolor, especialment quan es porta sabata.
Un problema comú que implica el dit gros és la formació de galindons. Aquests són deformitats estructurals dels ossos i la junta entre el peu i el dit gros, que poden ser doloroses.

### Reconstrucció
Una opció favorable per a la reconstrucció dels dits del peu adjacents desapareguts o les amputacions múltiples, és practicar un trasplantament combinat del segon i tercer dits. El trasplantament del tercer i quart dits també pot funcionar en determinades condicions.

## Etimologia

### Hàl·lux

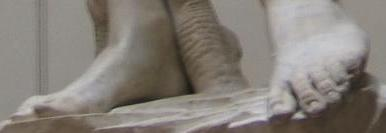
Vista dels peus del David de Miquel Àngel

En llatí clàssic hallex, allex, hallus i allus, amb genitiu (h)allicis i (h)alli, sol fer referència al dit gros. La forma hàl·lux (genitiu, hallucis) utilitzada és tanmateix una mescla de les formes anteriors. En canvi es manté pollex, el terme equivalent pel polze.

## En altres animals
En ocells amb anisodactília o heterodactília als peus, l'hàl·lux està en una posició oposada o dirigit cap enrere, permetent agafar-se i posar-se en les branques dels arbres.
Mentre el polze és sovint esmentat com una de les característiques especials dels éssers humans, aquest dit roman parcialment primitiu i és de fet present en tots els primats. En éssers humans, la major característica digital derivada és l'hàl·lux.